# Ardisia rubiginosa
Ardisia rubiginosa là một loài thực vật có hoa trong họ Anh thảo. Loài này được Miq. mô tả khoa học đầu tiên năm 1852.